# A Quick One
A Quick One ist das zweite Musikalbum der britischen Rockband The Who. Die LP erschien im Dezember 1966. In den USA wurde das Album mit einer abweichenden Titelfolge unter dem Titel Happy Jack veröffentlicht, nach dem gleichnamigen Song, der in der US-Hitparade ein kleinerer Erfolg war.
A Quick One gilt als musikalischer Wendepunkt der Gruppe, die sich freier entfalten konnte, als dies beim Debütalbum möglich gewesen war.
Besonders interessant ist der Titelsong des Albums A Quick One, While He’s Away, der Pete Townshends ersten Schritt in Richtung Rockoper darstellte und als Vorbote auf die kommenden Konzeptalben Tommy und Quadrophenia gelten kann. Das gut neun Minuten lange Stück erzählt in sechs Teilen die Geschichte von ehelicher Untreue, dem Gestehen derselben und der Vergebung durch den Betrogenen. Bei einem Gastauftritt für die Rolling Stones im Rahmen des „Rock and Roll Circus“ am 11. Dezember 1968 wurde dieses Stück in voller Länge aufgeführt.
Chris Stamp, zu der Zeit der Co-Manager der Gruppe, hatte einen speziellen Vertrag mit dem Musikverlag der Who abgeschlossen, der jedem Songschreiber einen Vorschuss in Höhe von £ 500 einbrachte. So kam es, dass jedes Bandmitglied wenigstens einen Titel zum Album beisteuern musste. Das führte dazu, dass A Quick One das am wenigsten von Pete Townshend als Komponisten dominierte Who-Album wurde.
Die Aufnahmen für dieses Album fanden vom August bis zum November 1966 in den IBC Studios und den Pye Studios in London statt. Produziert wurde A Quick One von Kit Lambert. Das Album-Cover wurde von Alan Aldridge gestaltet.
In Deutschland veröffentlichte Polydor 1966 ein Album mit dem Titel The WHO mit Stücken von A Quick One außer So Sad About Us und A Quick One, While He’s Away, dafür aber mit den Stücken In the City, Circles, Disguises und I’m a Boy.

## Titelliste
1. Run Run Run (Pete Townshend)
2. Boris the Spider (John Entwistle)
3. I Need You (Keith Moon)
4. Whiskey Man (John Entwistle)
5. Heat Wave (Holland/Dozier/Holland)
6. Cobwebs and Strange (Keith Moon)
7. Don’t Look Away (Pete Townshend)
8. See My Way (Roger Daltrey)
9. So Sad About Us (Pete Townshend)
10. A Quick One, While He’s Away (Pete Townshend)
  1. Her Man’s Gone
  2. Crying Town
  3. We Have a Remedy
  4. Ivor the Engine Driver
  5. Soon Be Home
  6. You Are Forgiven

### Überarbeitete Version
1995 wurde eine überarbeitete Version des Albums veröffentlicht, die zehn Bonustitel enthält:
1. Batman (Neal Hefti)
2. Bucket T (Atfield/Christian/Torrence)
3. Barbara Ann (Freddy Fassert)
4. Disguises (Pete Townshend)
5. Doctor, Doctor (John Entwistle)
6. I’ve Been Away (John Entwistle)
7. In the City (Moon/Entwistle)
8. Happy Jack (Acoustic Version) (Pete Townshend)
9. Man with the Money (Don & Phil Everly)
10. My Generation/Land of Hope and Glory (Pete Townshend/Edward Elgar)

## Kommerzieller Erfolg

### Chartplatzierungen
| ChartsChartplatzierungen       | Höchstplatzierung | Wochen |
| ------------------------------ | ----------------- | ------ |
| Vereinigte Staaten (Billboard) | 67 (22 Wo.)       | 22     |
| Vereinigtes Königreich (OCC)   | 4 (17 Wo.)        | 17     |

### Auszeichnungen für Musikverkäufe
| Land/Region       | Auszeichnungen für Musikverkäufe (Land/Region, Auszeichnung, Verkäufe) | Verkäufe |
| ----------------- | ---------------------------------------------------------------------- | -------- |
| Frankreich (SNEP) | Gold                                                                   | 100.000  |
| Insgesamt         | 1× Gold ·                                                              | 100.000  |